# 爱因斯坦未竟的革命
爱因斯坦未竟的革命：探索量子之外的事物是美国理论物理学家李·斯莫林撰写的一本关于量子力学的非小说类书籍，最初由企鹅出版社于2019年4月9日出版。他的第六本书中，李·斯莫林试图驳斥量子力学，并为原子理论世界提供替代选择。

## 评论
Philip Ball在Physics World中写道：“量子力学可能只是我们人类在完全客观的特定世界中导航所需的数学工具，但只能通过六英尺高的间接线索才能瞥见。斯莫林表示，量子力学坚持认为，从现实主义的角度来看，我们只能知道所有已知事物的一半。然而，另一种观点认为，有很多东西是“真实的”，但生活在古典世界中会让我们期待更多自然无法提供的答案。” 《出版者周刊》的一段评论总体正面，但也指出这本书“有时不免像教科书般枯燥”。
Michael Berg 在为美国数学协会评论这本書時說：“斯莫林在這本書和演講中的重點是量子力學的基礎，並聲稱丹麥有一些迂腐的東西，換句話說，就是對量子力学的哥本哈根诠释由尼尔斯·玻尔 (Niels Bohr) 和位于哥廷根 (Göttingen) 以南 369 英里处的马克斯·玻恩 (Max Born) 带头。……我喜欢这本书，但要小心它有点怪异。” 自然的 Graham Farmelo 补充说：“尽管它是有益的，但我怀疑爱因斯坦未竟的革命是否会改变斯莫林的许多批评者。要做到这一点，他将需要比他在一本通俗书中合理地做到的更严谨地表达他的想法。”